# Fimbristylis schoenoides
Fimbristylis schoenoides är en halvgräsart som först beskrevs av Anders Jahan Retzius, och fick sitt nu gällande namn av Vahl. Fimbristylis schoenoides ingår i släktet Fimbristylis och familjen halvgräs. IUCN kategoriserar arten globalt som livskraftig. Inga underarter finns listade i Catalogue of Life.